# Raining in Asia
Raining in Asia er det tiende studiealbum fra det dansk pop-rockorkester Moonjam. Det blev udgivet i 2009.

## Spor
1. "Truly" - 4:13
2. "Send My Love" - 4:15
3. "One More Day" - 4:29
4. "Come My Way" - 4:02
5. "Canoeing" - 5:18
6. "Raining In Asia" - 4:28
7. "Cross Cultures" - 3:09
8. "You Make Me Move" - 4:44
9. "Out Of The Blue" - 3:54
10. "Honey Bee" - 5:03
11. "Memories Of You" - 4:09
12. "Mildly Wind Of Change" - 4:34